# セルチュク
セルチュク（トルコ語: Selçuk）は、トルコ共和国の西部、エーゲ海地方のイズミル県にある町。クシャダスの北東20km、エフェソスの北東5kmに位置している。かつてはギリシア語で「神学者ヨハネ」を表す、アギオス・セオロゴス (Agios Theologos)と呼ばれていた。オスマン帝国支配下では、Ayasluğと呼ばれていた。1914年に、12世紀にこの地を支配していたセルジューク・トルコにちなんで、現在のセルチュクと改名された。 
セルチュクは、観光客の数がトルコ国内で有数の場所である。エフェソスや聖母マリアの家 (en:House of the Virgin Mary) に訪れる拠点となる町である。ほとんどの観光客は、エフェソス観光の拠点としてセルチュクに滞在し、町自体の観光はほとんどしないが、セルチュクの歴史地区は、保存状態が良く、開発も進んでいないため、伝統的なトルコの文化を保持している。

## 姉妹都市
- ジークブルク, ドイツ
- リエンツ, オーストリア
- Kobuleti, グルジア
- Dion, ギリシャ
- Radoviš, マケドニア